# バレアレス海

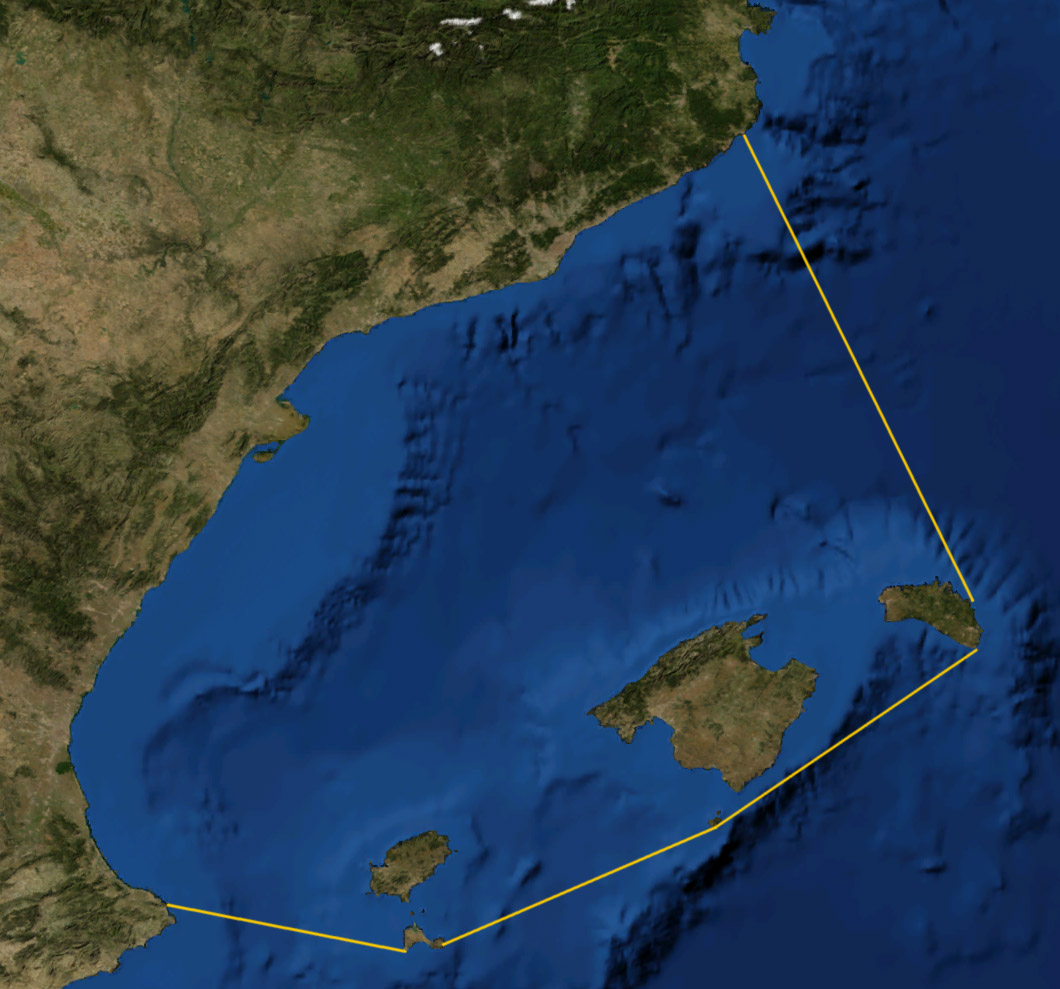
バレアレス海の範囲

バレアレス海（英語: Balearic Sea, スペイン語、カタルーニャ語: Mar Balear）またはイベリア海（英語: Iberian Sea, スペイン語: Mar Ibérico）は、地中海に内包される海域。バレアレス諸島とイベリア半島の間にある海域である。主要な河川ではエブロ川がバレアレス海に注いでいる。

## 範囲
国際水路機関(IHO)は、バレアレス海の範囲を以下のように定義している。

バレアレス海はバレアレス諸島とスペインの海岸に挟まれた範囲である。
- 南西 : スペイン本土のサン・アントニオ岬(北緯38度48分16秒 東経0度11分45秒 / 北緯38.80444度 東経0.19583度)と、フォルメンテーラ島の南西端ベルベリア岬(北緯38度38分48秒 東経1度23分25秒 / 北緯38.64667度 東経1.39028度)を結んだ線。
- 南東 : フォルメンテーラ島南岸、フォルメンテーラ島東端のロトハ岬、カブレラ島の南端(北緯39度07分32秒 東経2度56分48秒 / 北緯39.12556度 東経2.94667度)、ミノルカ島の東南にあるアイレ島(北緯39度48分03秒 東経4度17分24秒 / 北緯39.80083度 東経4.29000度)を結んだ線。
- 北東 : ミノルカ島北東岸のファバリチュ岬(北緯39度59分50秒 東経4度16分01秒 / 北緯39.99722度 東経4.26694度)からジローナ県のサン・セバスティアン岬(北緯41度54分 東経3度10分 / 北緯41.900度 東経3.167度)を結んだ線。

### 湾

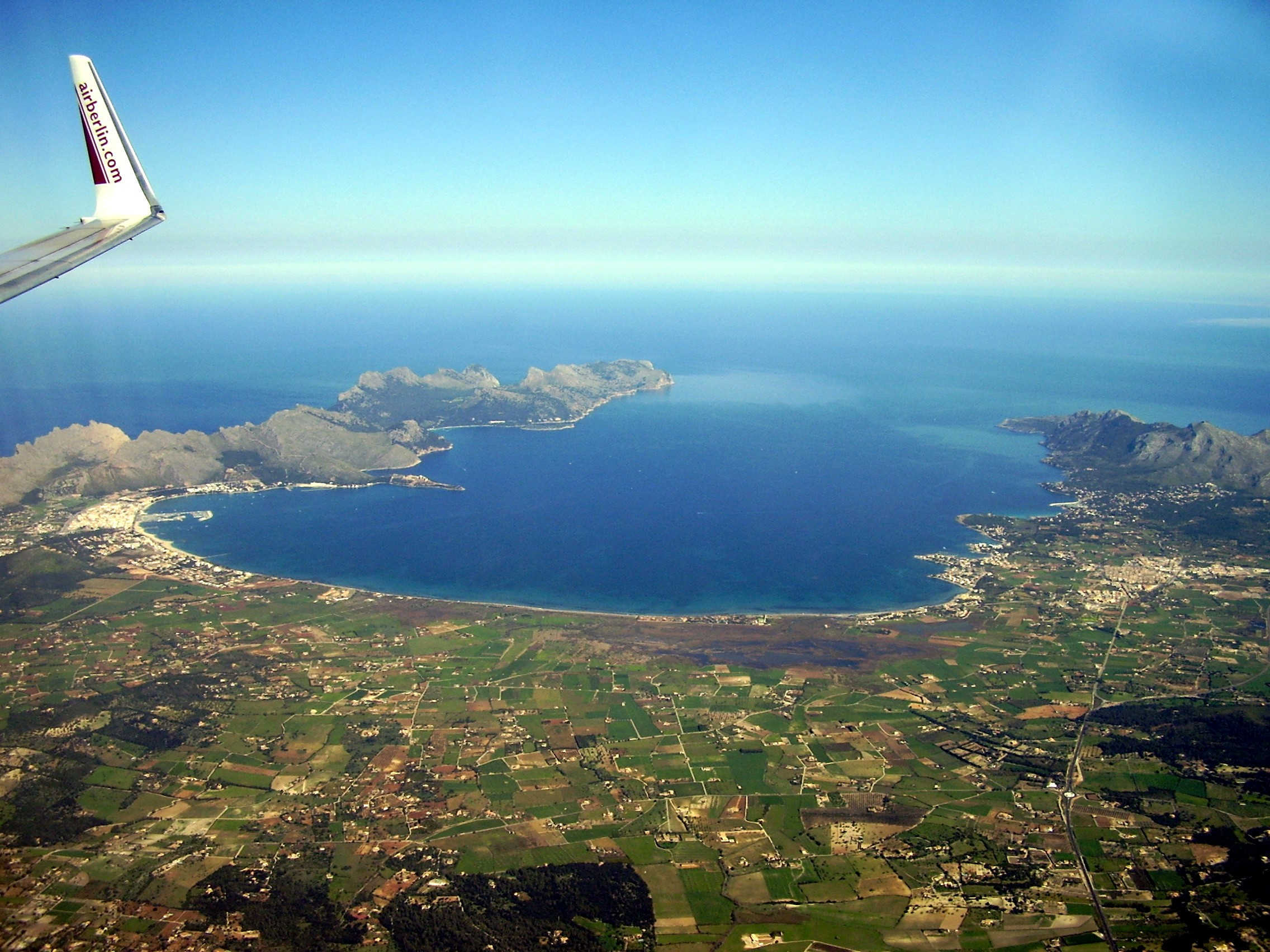
マヨルカ島のポリェンサ湾

バレアレス海に面する海岸には多くの湾や入江がある。主要な湾はイベリア半島本土のバレンシア湾であり、南端をナウ岬、北端をエブロ・デルタのオロペサ岬とする。バレンシア湾の海岸はコスタ・デル・アサアール（バレンシア州沿岸部）と呼ばれ、コスタ・デル・アサアールの北側にはコスタ・ブラバ（ジローナ県沿岸部）、コスタ・ドラダ（バルセロナ県・タラゴナ県沿岸部）がある。エブロ・デルタのトルトーサ岬とバラゲール崖に挟まれた小規模なサン・ホルヘ湾もある。マヨルカ島には南部にパルマ湾が、北部にアルクーディア湾とポリェンサ湾がある。

### 島
バレアレス海にはバレアレス諸島とコルンブレテス諸島がある。バレアレス諸島にはマヨルカ島、イビサ島、メノルカ島、フォルメンテーラ島、カブレラ島、アイレ島やその他の小島がある。コルンブレテス諸島はカステリョン・デ・ラ・プラナから約50km沖合にある無人島の群島である。イベリア半島沿岸部にはマデス群島（ロザス湾）、ブダ島（エブロ・デルタ）などの小規模な無人島がある。

### 河川
バレアレス海に注ぐ最大の河川は全長930kmのエブロ川である。南から北の順に、フカル川、トゥリア川、ミハレス川、エブロ川、リョブレガート川がバレアレス海に注いでいる。

## 保護区域
以下の区域はスペインの自然公園に指定されている。
- サン・アントニオ岬自然保護区
- コルンブレテス諸島自然公園
- ガラフ自然公園
- アルブフェーラ自然公園
- イルタ山地自然公園
- エブロ・デルタ自然公園

## 人文地理

### 港湾
バレアレス海にはバルセロナ港とバレンシア港という、スペインの二つの重要な商業港がある。その他には、スペイン本土にはデニア港、ガンディア港、サグント港、オロペサ港、ペニスコラ港、ベニカルロ港、ビナロス港、タラゴナ港、シッチェス港、マタロー港、ブラネス港、パラモス港、アンドラッチ港などがあり、漁業や海運業ではなく観光業を主目的とする港も多い。
マヨルカ島には海運業や観光業に使用されるパルマ港に加えて、北岸にポリェンサ港、西岸にソーリェル港などがある。イビサ島にはイビサ港が、メノルカ島にはマオー港がある。アメリカ合衆国ハワイ州オアフ島の真珠湾（パール・ハーバー）に次いで、マオー港は世界で2番目に深い自然港とされる。

### 交通
イベリア半島の町とバレアレス諸島の町の間には、多くの商業船や客船が行きかっている。客船は以下の航路に就航している。
| 発着地                       |   | 発着地                             |
| ---------------------------- | - | ---------------------------------- |
| バルセロナ                   | - | パルマ（マヨルカ島）               |
| バルセロナ                   | - | エイビッサ（イビサ島）             |
| バルセロナ                   | - | シウタデリャ（メノルカ島）         |
| バルセロナ                   | - | マオー＝マオン（メノルカ島）       |
| バルセロナ                   | - | セット                             |
| バルセロナ                   | - | ポルト・トッレス（サルデーニャ島） |
| バルセロナ                   | - | ジェノヴァ                         |
| バルセロナ                   | - | チヴィタヴェッキア                 |
| バルセロナ                   | - | リヴォルノ                         |
| バルセロナ                   | - | タンジェ                           |
| バレンシア                   | - | パルマ（マヨルカ島）               |
| バレンシア                   | - | エイビッサ（イビサ島）             |
| バレンシア                   | - | マオー＝マオン（メノルカ島）       |
| デニア                       | - | パルマ（マヨルカ島）               |
| デニア                       | - | エイビッサ（イビサ島）             |
| エイビッサ（イビサ島）       | - | パルマ（マヨルカ島）               |
| エイビッサ（イビサ島）       | - | フォルメンテーラ島                 |
| アルクーディア（マヨルカ島） | - | シウタデリャ（メノルカ島）         |

## 沿岸都市

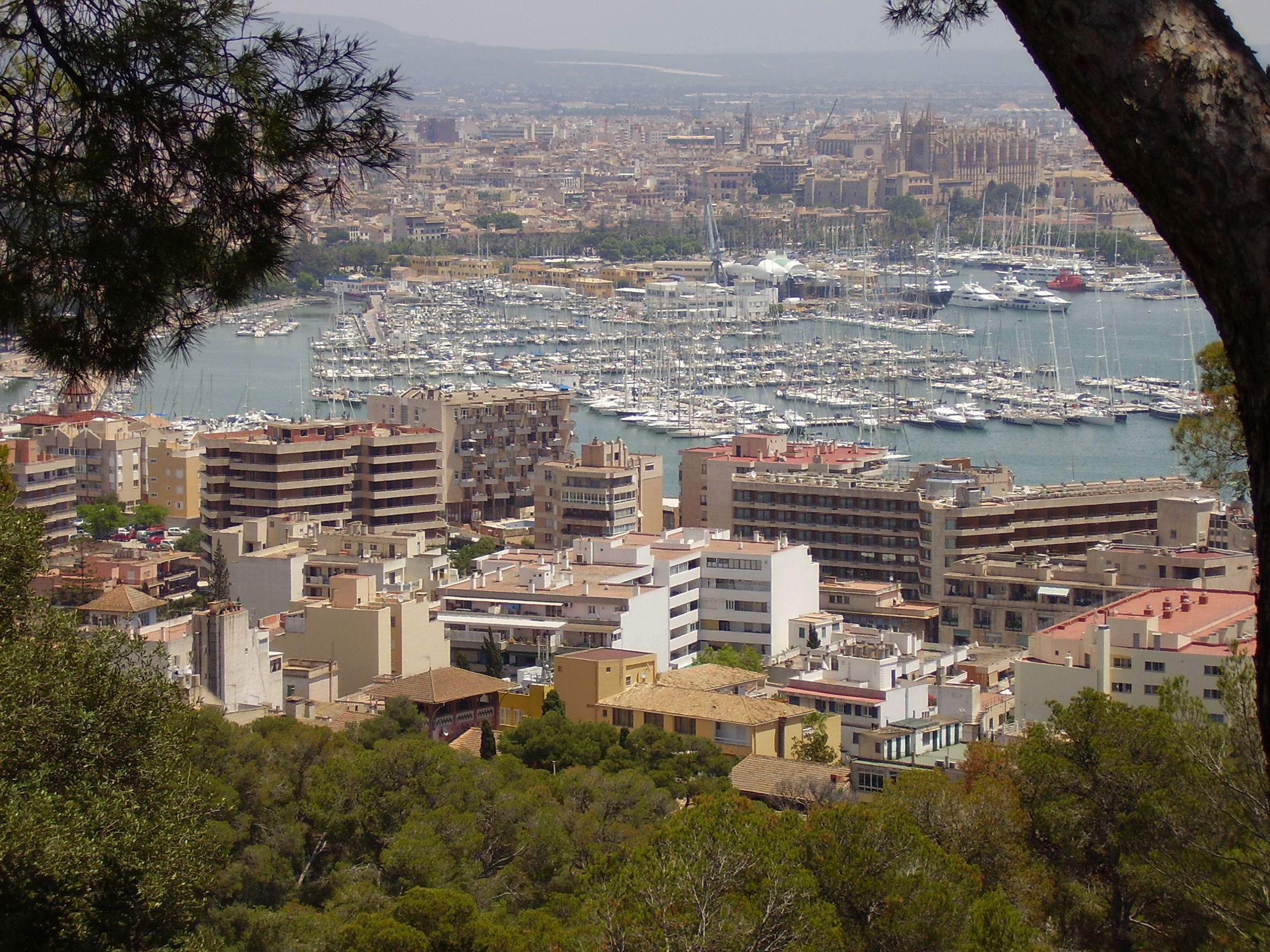
パルマ（マヨルカ島）

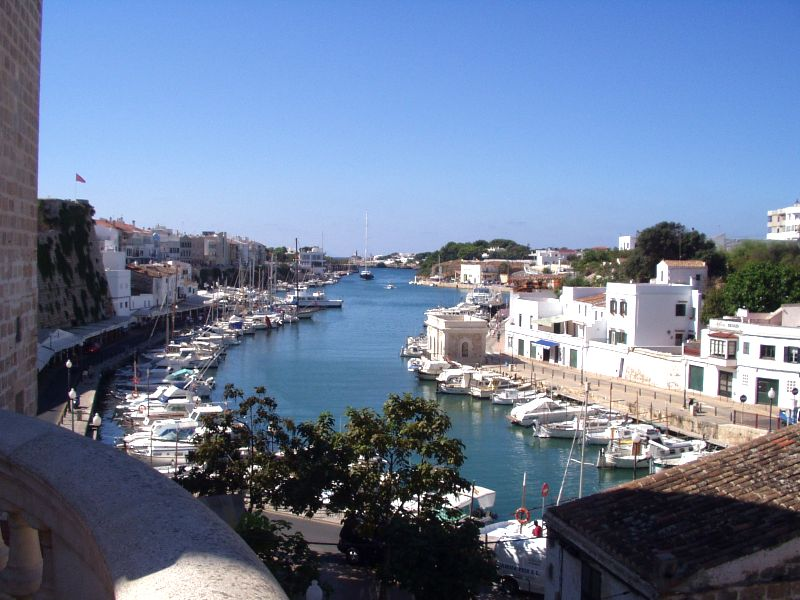
シウタデリャ（メノルカ島）

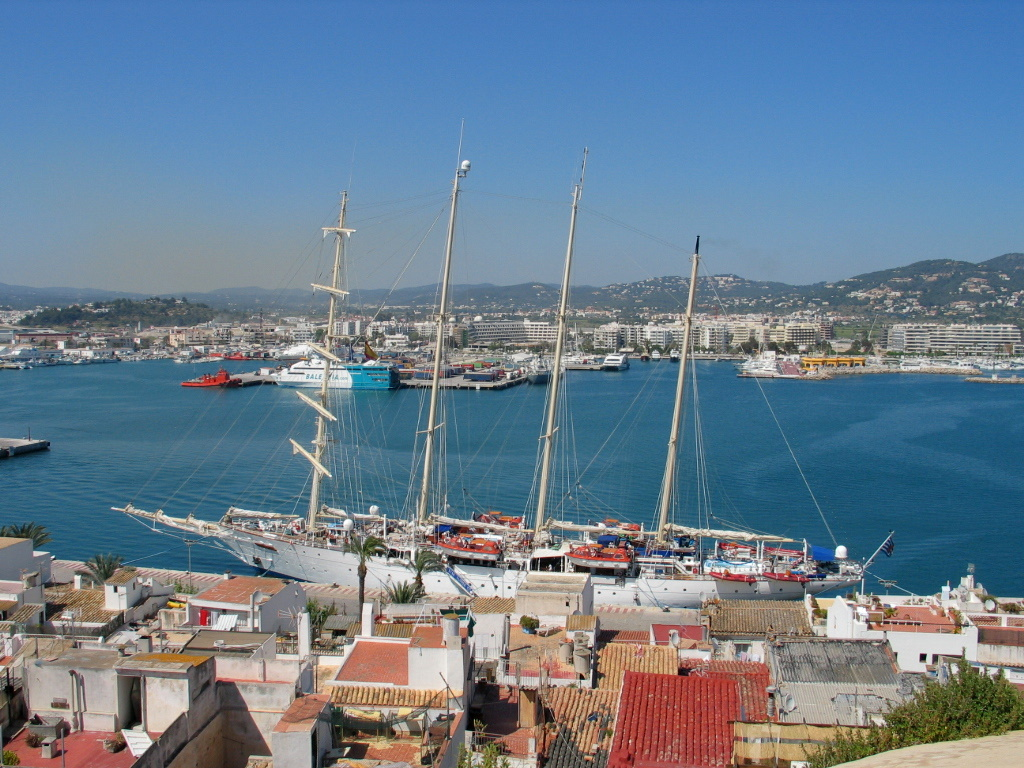
エイビッサ（イビサ島）

バレアレス海沿岸の主要都市は、イベリア半島のバルセロナやバレンシア、マヨルカ島のパルマ・デ・マヨルカである。
イベリア半島
- シャティバ（アリカンテ県）
- デニア（アリカンテ県）
- ガンディア（バレンシア県）
- クリェーラ（英語版）（バレンシア県）
- バレンシア（バレンシア県）
- サグント（バレンシア県）
- カステリョン・デ・ラ・プラナ（カステリョン県）
- オロペサ・デル・マール（英語版）（カステリョン県）
- ペニスコラ（カステリョン県）
- ベニカルロ（カステリョン県）
- ビナロス（英語版）（カステリョン県）
- タラゴナ（バルセロナ県）
- ビラノバ・イ・ラ・ジャルトル（バルセロナ県）
- シッチェス（バルセロナ県）
- カステルデフェルス（バルセロナ県）
- バルセロナ（バルセロナ県）
- マタロー（バルセロナ県）
- ブラネス（ジローナ県）
- パラモース（英語版）（ジローナ県）

バレアレス諸島
- パルマ・デ・マヨルカ（バレアレス諸島州）
- シウタデリャ・デ・メノルカ（バレアレス諸島州）
- マオー＝マオン（バレアレス諸島州）
- エイビッサ（バレアレス諸島州）